# Canciones del Solar de los Aburridos
Canciones del Solar de los Aburridos (vrij vertaald Zonnige liedjes door saaie pieten) is het derde gezamenlijke album van de Puerto Ricaans/Amerikaanse trombonist Willie Colón en de Panamese zanger Rubén Blades. Het werd 20 september 1981 door Fania uitgebracht en werd het op één na succesvolste album van het duo dat hiermee een mix bracht van post-boogaloo en hardcore salsa zoals die werd gespeeld door de Harlow Orchestra. Alleen voorganger Siembra verkocht meer exemplaren dan alle andere Fania-releases.

## Achtergrond
Canciones del Solar de los Aburridos werd in de zomer van 1981 opgenomen en is tevens het voorlaatste album dat het duo op Fania zou uitbrengen. Blades schreef het merendeel van de teksten en combineerde daarbij het sociaal-politieke met het humoristische.  Het album werd genomineerd voor een Grammy Award, maar veel Amerikaanse radiostations lieten het destijds links liggen vanwege het nummer Tiburón (Haai, zowel letterlijk als figuurlijk) over het imperialisme van de VS in Latijns-Amerika. Met name de Cubaanse gemeenschap maakte bezwaar.  
 Colón vertelde daar tien jaar later het volgende over; "Dat soort nummers heeft ons heel wat problemen bezorgd; zoveel zelfs dat we met kogelvrije vesten moesten optreden toen we met Blades Pedro Navaja en Tiburón speelden." In Puerto Rico en andere Latijns-Amerikaanse landen was de ontvangst veel warmer; Tiburón, Te Están Buscando (niet te verwarren met het gelijknamige nummer van Willie Colón en Héctor Lavoe) en Ligia Elena groeiden er uit tot radiohits.

## Tracklijst
Alle muziek en teksten zijn geschreven door Rubén Blades, tenzij anders vermeld. 
| Nr. | Titel             | Duur |
| --- | ----------------- | ---- |
| 1.  | Tiburón           | 6:57 |
| 2.  | Te Están Buscando | 6:25 |
| 3.  | Madame Kalalú     | 6:53 |
| 4.  | El Telefonito     | 5:11 |
| 5.  | Y Deja            | 4:20 |
| 6.  | Ligia Elena       | 6:01 |
| 7.  | ¿De Qué?          | 6:15 |